# Vendula Vartová-Eliášová
Vendula Vartová-Eliášová (* 26. květen 1974 Brandýs nad Labem) je česká básnířka, překladatelka a publicistka.

## Život
Na Filozofické fakultě Univerzity Karlovy vystudovala bohemistiku a germanistiku, působila jako regionální novinářka, vyučovala na základních a středních školách. Její profesní specializací je především onomastika.
V letech 2006–2011 žila se svým manželem v Bruselu, kde vyučovala v české sekci Evropské školy a působila v organizaci Inspiration Tcheque. Po návratu domů začala vyučovat češtinu a němčinu na základní škole v Brandýse nad Labem.
První verše publikovala již koncem devadesátých let časopisecky, během pobytu v Bruselu pak vytvořila pozoruhodný básnický soubor, který se stal jádrem sbírky Z inkoustu noc (Praha 2013). Reprezentativním souborem 30 básní je zastoupena v almanachu POLOTAM, vydaném knihovnou ve Varnsdorfu; přispívala rovněž do sborníku Eduard Petiška, jak ho neznáte, k 90. výročí autorova narození. Její verše docházejí ocenění v celostátních literárních soutěžích (např. 1. místo v soutěži Literární Vysočina 2013, 2 místo v soutěži Literární Varnsdorf aj.) a dočkaly se řady veřejných čtení.
Mimo vlastní tvorbu se věnuje překladatelské činnosti. Je členkou Obce spisovatelů ČR a členkou Společnosti Agathy Christie.
Nyní učí na Základní škole Na Výsluní. Učí češtinu, němčinu a občanskou výchovu.

## Dílo

### Překlad
- Hollywoodské koktejly, 2007

### Poezie
- Z inkoustu noc, 2013

### Próza
- Polabský herbář, 1999 (sborník mýtů a pověstí středního Polabí)

### Zastoupení ve sbornících
- Eduard Petiška, jak ho neznáte, 2014 (sborník vzpomínek přátel a příznivců na Eduarda Petišku, k 90. výročí narození)
- POLOTAM, 2014 (Almanach vítězných prací soutěže Literární Varnsdorf 2014)